# Chelonogastra formosana
Chelonogastra formosana är en stekelart som beskrevs av Watanabe 1937. Chelonogastra formosana ingår i släktet Chelonogastra och familjen bracksteklar. Inga underarter finns listade i Catalogue of Life.